# Долиняне (Надсанье)

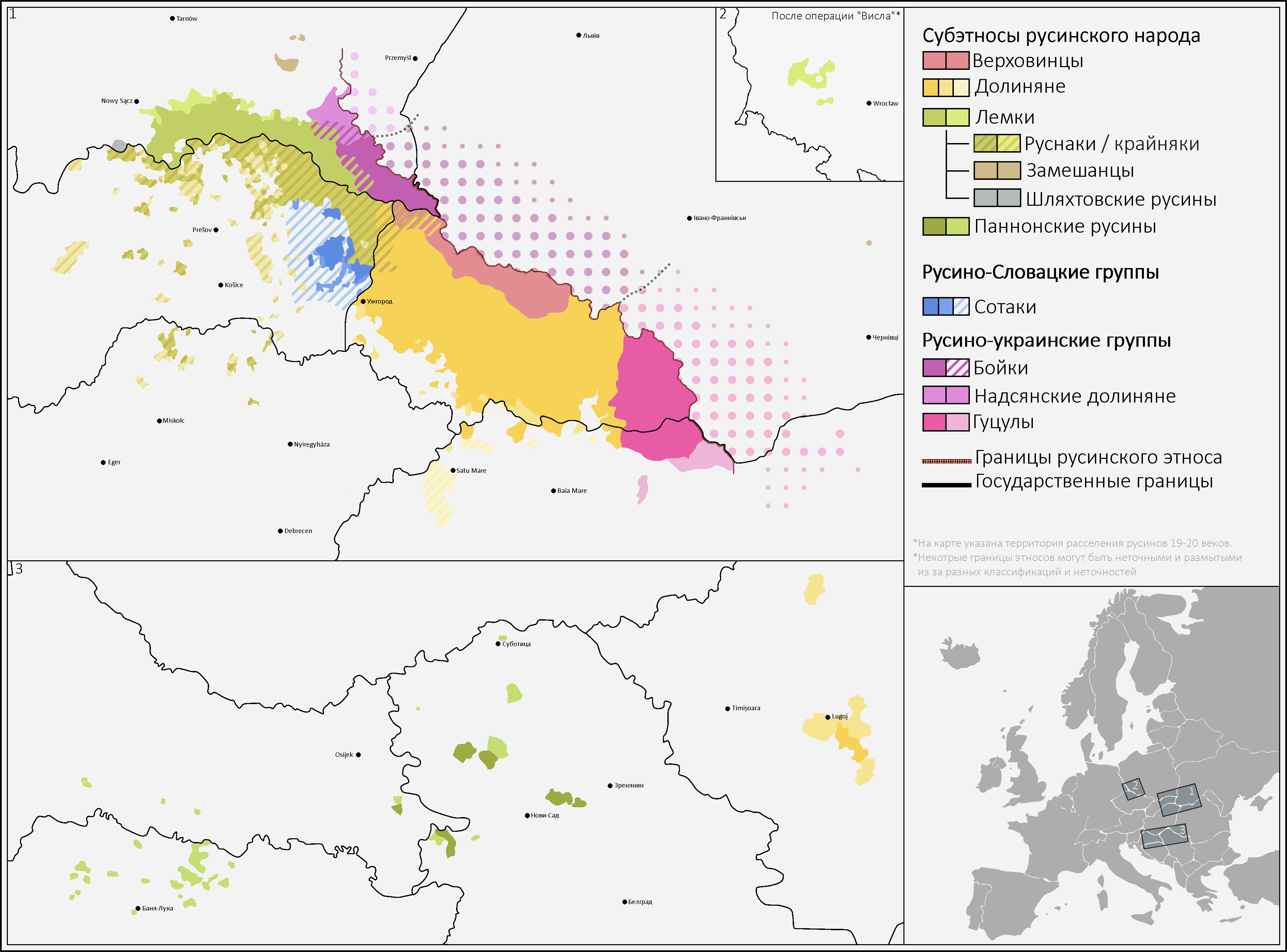
Долиняне обозначены светло-серым

Долиня́не — переходная польско-русинская субэтническая группа, которая проживала вблизи городов Мриголод, Буковско, Санок, Загорье, Леско, Надоляны.

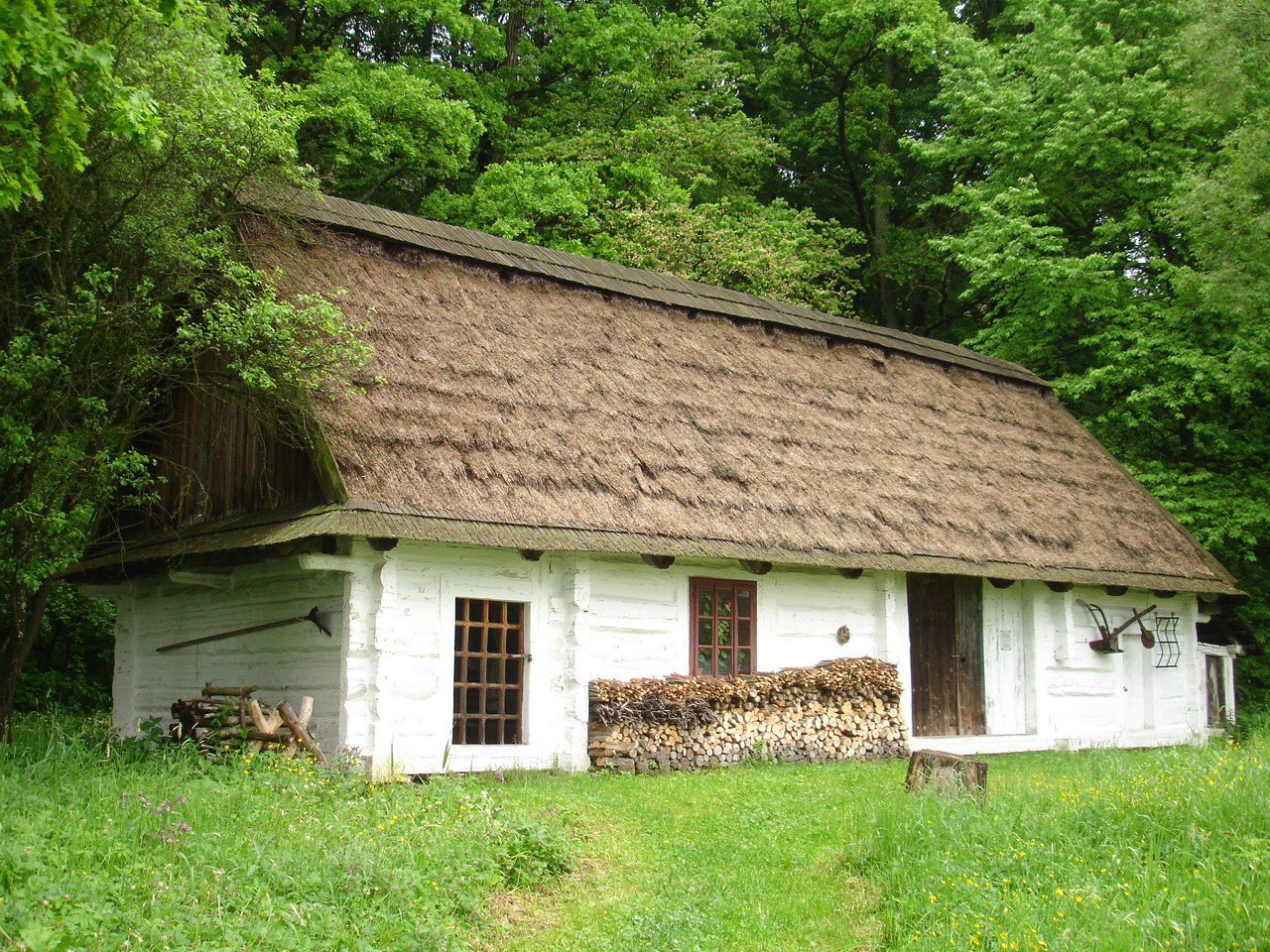
Старый дом из Надолян, перенесённый в скансен в Саноке

На юге граничили с русинскими горцами (лемки и бойки), на западе — с погоржанами. После Второй мировой войны часть долинян была перемещена в Советский Союз.

## История
Группа была сформирована из потомков польских и немецких поселенцев XIV и XV веков, а также русинского населения. Немецкие поселенцы быстро ассимилировались. На протяжении многих поколений группы русинов и поляков взаимно проникали друг в друга, что привело к принятию многих элементов, которые можно увидеть, например, в ритуалах, домашней обстановке и одежде.

## Повседневная жизнь и быт
Повседневная жизнь долмнян вращалась вокруг производства изделий из дерева, сельского хозяйства и небольших ремесел. Разведение животных производилось для собственных нужд. Одежду долиняне шили в основном из льняной, конопляной и шерстяной ткани, чаще всего темно-коричневого цвета. Полотна обычно ткались самостоятельно, в домашних мастерских, а в конце XIX века использовались и фабричные ткани. В строительстве имелась почти только одноэтажная усадьба с известняка, побеленного известью. Традиционная кровля была соломенной, но до Первой мировой войны появились цементная черепица, гонт и даже листовой металл. Для этих зданий характерна наличие кладовых, по размеру равных конюшни. Долинянские деревни в основном размещались и тянулись вдоль рек.

## Костюм
Мужчины были одеты в рубашки до половины бедра или даже до колен, с брюками и ремнями. Пояс был важной частью одежды: помимо декоративной функции, он имел ещё и практическое значение, так как часто имел карман для денег (пуляры или кошелёк) и карман для трута
На женщинах были длинные льняные рубашки с длинными рукавами. Они отделывались воротником, а праздничные рубашки часто богато расшивались большим воротником. На рубашки надевались тёмные, свободные жилетки до пояса, которые на рубеже 20-го века были заменены соответствующими корсетами из плюша или бархата, чёрного, бордового или других цветов.